# Psyche nitida
Psyche nitida är en fjärilsart som beskrevs av Adrian Hardy Haworth 1811. Psyche nitida ingår i släktet Psyche och familjen säckspinnare. Inga underarter finns listade.